# Afrički izlučni turnir 2007. za olimpijski turnir u hokeju na travi za žene
Afrički izlučni turnir 2007. za olimpijski turnir u hokeju na travi za žene na OI u Pekingu 2008.

## Mjesto i vrijeme održavanja
Održao se u kenijskom gradu Nairobiju na hokejaškom stadionu u gradskom parku od 14. do 22. srpnja 2007.
Pobjednice ovog turnira su stjecale izravno pravo sudjelovati na završnom turniru na Olimpijskim igrama.
Drugoplasirane na ovom turniru su još uvijek imale mogućnost izboriti završni turnir.
Morale su ga izboriti na olimpijskim pretkvalifikacijskim turnirima.
Sveafričke igre 2007. su trebale biti afričkim izlučnim turnirom za OI 2008. no kako se u državi domaćinu, Alžiru nisu nalazili nikakvi odgovarajući tereni za ovaj šport, hokej na travi nije bio na programu Sveafričkih igara.
Time se prisililo Afričku hokejsku federaciju održati posebni turnir.

### Prvi krug - u skupini
| Djevojčad | Ut | Pb | N | Pz | Pos | Pri | RP  | Bod |
| --------- | -- | -- | - | -- | --- | --- | --- | --- |
| JAR       | 5  | 5  | 0 | 0  | 39  | 0   | +39 | 15  |
| Kenija    | 5  | 4  | 0 | 1  | 5   | 9   | −4  | 12  |
| Gana      | 5  | 2  | 1 | 2  | 7   | 11  | −4  | 7   |
| Nigerija  | 5  | 2  | 1 | 2  | 7   | 14  | −7  | 7   |
| Namibija  | 5  | 1  | 0 | 4  | 2   | 12  | −10 | 3   |
| Zimbabve  | 5  | 0  | 0 | 5  | 2   | 16  | −14 | 0   |

| Nadnevak   | Djevojčad #1 | Ishod | Djevojčad #2 |
| ---------- | ------------ | ----- | ------------ |
| 14. srpnja | JAR          | 7:0   | Namibija     |
| 14. srpnja | Gana         | 3:3   | Nigerija     |
| 14. srpnja | Zimbabve     | 0:1   | Kenija       |
| 15. srpnja | Nigerija     | 0:8   | JAR          |
| 15. srpnja | Namibija     | 2:0   | Zimbabve     |
| 15. srpnja | Kenija       | 1:0   | Gana         |
| 17. srpnja | Gana         | 2:0   | Namibija     |
| 17. srpnja | Kenija       | 2:0   | Nigerija     |
| 17. srpnja | JAR          | 9:0   | Zimbabve     |
| 19. srpnja | Namibija     | 0:1   | Kenija       |
| 19. srpnja | Zimbabve     | 1:2   | Gana         |
| 20. srpnja | Nigerija     | 2:0   | Namibija     |
| 20. srpnja | Kenija       | 0:9   | JAR          |

### Drugi krug - za poredak
- za 5. mjesto

| 21. srpnja 2007. 13:00 |                                            |          |  |
| Zimbabve               | 0 : 0 (produžetci) (4 : 2 ) (raspucavanje) | Namibija |  |
|                        |                                            |          |  |

- za 3. mjesto

| 22. srpnja 2007. 10:30 |       |          |  |
| Gana                   | 2 : 1 | Nigerija |  |
|                        |       |          |  |

#### Završnica
| 22. srpnja 2007. 13:00 |       |        |  |
| JAR                    | 5 : 0 | Kenija |  |
|                        |       |        |  |